# クロコブチズガメ
クロコブチズガメ（黒瘤地図亀、学名：Graptemys nigrinoda）は、ヌマガメ科チズガメ属に分類されるカメ。

## 分布
- G. n. delticola　デルタクロコブチズガメ

アメリカ合衆国（アラバマ州モービル湾にある三角州）固有亜種
- G. n. nigrinoda　キタクロコブチズガメ

アメリカ合衆国（アラバマ州、ミシシッピ州北東部を流れる瀑線より下流のアラバマ川、トムビックビー川、ブラックウォーリア川）固有亜種

## 形態
最大甲長15cmとチズガメ属最小種。オスよりもメスの方が大型になり、オスは最大でも甲長10cm。椎甲板には先端が丸く黒い瘤状の突起（キール）があり、特に第2、3椎甲板のキールは発達する。種小名nigrinodaは「黒い瘤のある」の意で、和名や英名（black-knobbed＝黒い瘤のある）と同義。背甲の色彩は暗緑色で、各甲板に輪や渦巻き状の細い淡黄色の斑紋が入る。成長に伴い背甲の斑紋が不明瞭になる。
頭部は小型。瞳孔には暗色の横縞が入る。頭部や四肢、尾の色彩は黒や暗褐色。眼から頸部にかけて2-4本の黄色い筋模様が入る。頭頂部には上から見るとアルファベットの「Y」字状の筋模様が入る。
幼体は背甲が上から見ると円形で、キールや後部縁甲板の突起がより明瞭。幼体の縁甲板の突起が同属の他種よりもやや発達する事が英名（saw-back＝ノコギリのような背甲の）の由来となっているが、後部縁甲板が鋸状に尖るのはチズガメ属全種に共通した形態である。成長に伴い背甲は細長くなりキールも滑らかになる。
- G. n. delticoda　デルタクロコブチズガメ

腹甲の60%以上に暗色斑が入る。皮膚に入る黄色い筋模様が細く、大部分を黒や暗褐色が占める。眼後部の斑紋は小型で、あまり外側へ湾曲しない。
- G. n. nigrinoda　キタクロコブチズガメ

腹甲の30%以下のみに暗色斑が入る。皮膚に入る黄色い筋模様が太く、大部分を黄色が占める。眼後部に外側へ湾曲した三日月状の斑紋が入る。

## 分類
チズガメ属内では頭部が小型のグループに含まれ、分布や形態からキマダラチズガメやワモンチズガメに近縁で単系統群を形成すると考えられている。
- Graptemys nigrinoda delticola　Folkerts & Mount, 1969　デルタクロコブチズガメ　Southern black-knobbed map turtle
- Graptemys nigrinoda nigrinoda　Cagle, 1954　キタクロコブチズガメ　Northern black-knobbed map turtle

## 生態
水深が深く流れのやや速い河川に生息し、底質が砂や粘土質の流水域を好む。亜種デルタクロコブチズガメは三角州（デルタ）に生息し、亜種名delticolaも「三角州に住む者」の意。水棲傾向が強いが、水辺の倒木や岩に登り日光浴を行うことを好む。
食性は動物食傾向の強い雑食で、基亜種は主に昆虫を食べる。亜種デルタクロコブチズガメはカイメン、コケムシ、貝類、藻類などを食べる。
繁殖形態は卵生。亜種デルタクロコブチズガメでは6月に砂浜や中州に、1回に3-7個の卵を産む。年に2回以上、卵を産むこともある。卵は60-68日（8-10月）で孵化する。

## 人間との関係
以前は卵も含めて食用とされていたこともある。
開発による生息地の破壊、水質汚染、車やボートによる交通事故、ペット用や食用の乱獲などにより生息数は減少している。ミシシッピ州では法的に保護の対象とされ、亜種デルタクロコブチズガメの分布域周辺は生物保護区に指定されている。
ペットとして飼育されることもあり、日本にも輸入されている。2006年にチズガメ属がワシントン条約付属書III類に掲載されアメリカ合衆国からの輸出が制限されたため、掲載以前に流通した個体やそれらに由来する飼育下繁殖個体が少数流通する。アクアリウムやアクアテラリウムで飼育される。